# Eckersdorf
Eckersdorf är en kommun och ort i Landkreis Bayreuth i Regierungsbezirk Oberfranken i förbundslandet Bayern i Tyskland.  Eckersdorf, som för första gången nämns i ett dokument från år 1149, har cirka 5 100 invånare.

## Administrativ indelning
Eckersdorf består av 22 Ortsteile.
| Ortsteil              | Invånare |
| --------------------- | -------- |
| Busbach               | 0227     |
| Donndorf              | 2116     |
| Eckersdorf            | 1989     |
| Eschen                | 0121     |
| Forst                 | 0145     |
| Hardt                 | 0031     |
| Heisenstein           | 0005     |
| Lahm                  | 0029     |
| Lochau                | 0024     |
| Lohe                  | 0024     |
| Melkendorf            | 0014     |
| Neustädtlein am Forst | 0167     |
| Oberwaiz              | 0364     |
| Pleofen               | 0034     |
| Schanz                | 0018     |
| Simmelbuch            | 0068     |
| Stein                 | 0000     |
| Tröbersdorf           | 0066     |
| Vorlahm               | 0018     |
| Waldhütte             | 0001     |
| Windhof               | 0009     |
| Wolfsgraben           | 0003     |